# Yoram Hazony

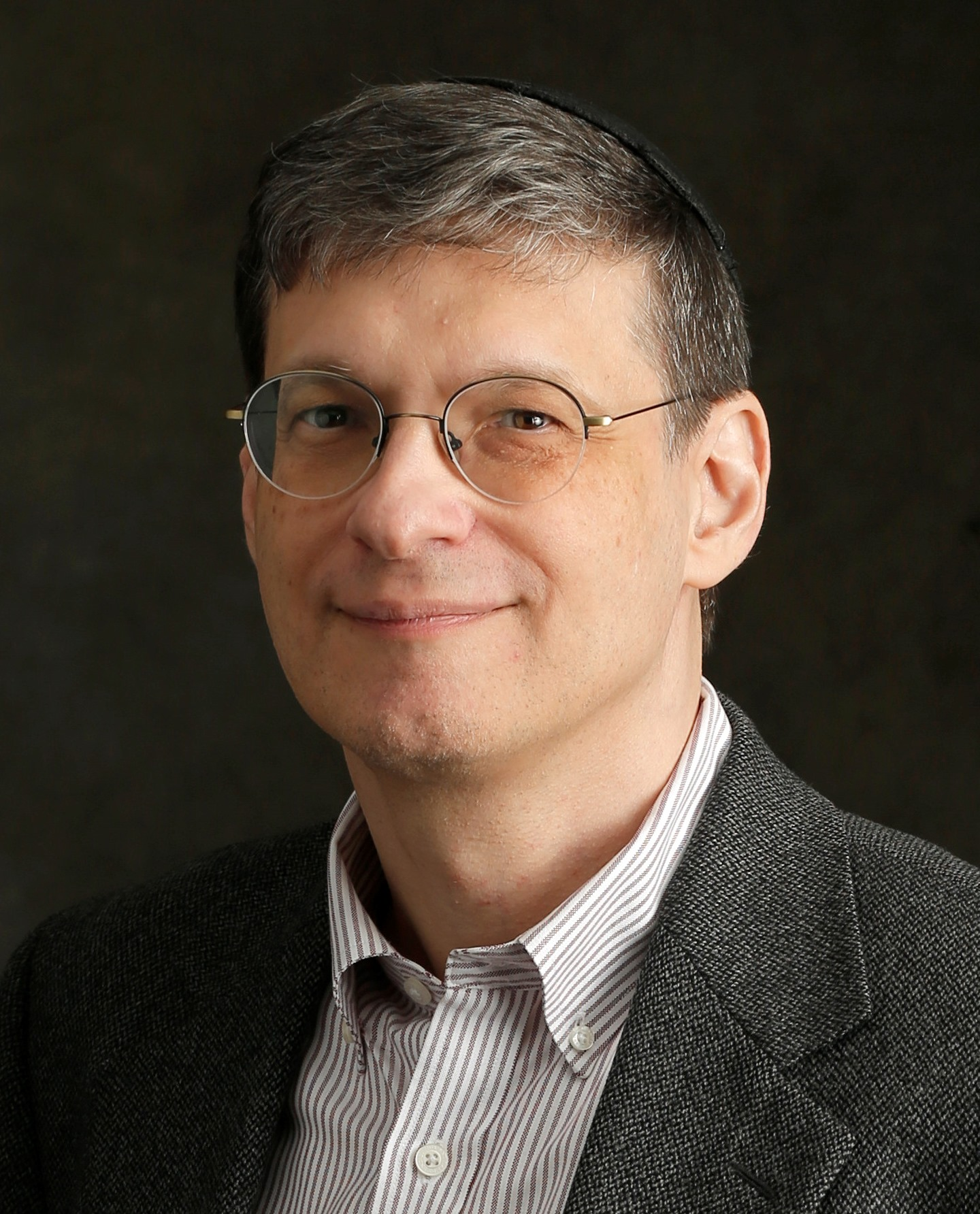
Yoram Hazony, 2018

Yoram Reuben Hazony (* 6. Juni 1964 in Rechovot) ist ein israelischer Bibelwissenschaftler, Philosoph und politischer Publizist.

## Leben
Yoram Hazony ist der ältere Bruder des Publizisten David Hazony. Er studierte Ostasienwissenschaften an der Princeton University und gründete dort 1984 die rechtskonservative Studentenzeitschrift The Princeton Tory. 1993 wurde Hazony mit einer Arbeit über den biblischen Propheten Jeremia an der Rutgers University in Politischer Philosophie promoviert. In der Folge arbeitete er als Berater und Redenschreiber für Benjamin Netanjahu und gründete 1994 mit finanzieller Unterstützung aus den USA das Forschungs- und Studienzentrum Merkaz Shalem in Jerusalem, welches mit Jahresbeginn 2013 als College anerkannt wurde.
Hazony arbeitete ferner von 2010 bis 2018 als Leiter eines Forschungsprojekts der John Templeton Foundation über Philosophische Theologie des Judentums und engagierte sich in der israelischen Bildungspolitik. Seit 2019 ist er Vorsitzender der neu gegründeten Edmund Burke Foundation.
Hazony betreibt mehrere Weblogs (u. a. Jerusalem Letters), publiziert in internationalen Medien wie National Review, Commentary, American Affairs und The New York Times und trat in der Dokumentationsserie The Story of God with Morgan Freeman des National Geographic Channel auf.
Er lebt mit seiner Ehefrau und neun Kindern in Jerusalem.

## Arbeitsschwerpunkte und Positionen
Neben seiner religionswissenschaftlichen Publizistik ist Hazony als dezidiert nationalkonservativer und zionistischer politischer Intellektueller hervorgetreten.
2001 gehörte er zusammen mit u. a. Ari Shavit, Juli Tamir und Yaakov Amidror einer Arbeitsgemeinschaft von 60 zionistischen Persönlichkeiten des öffentlichen Lebens in Israel an, die unter der Schirmherrschaft des Tel Aviver Jitzchak-Rabin-Zentrums „die gedanklichen Grundlagen für das Leben in einem jüdisch-demokratischen Staat schriftlich zu fixieren“ versuchte.
Der US-Historiker Daniel Pipes wies bereits 2010 in seiner Kolumne „Brennpunkt Nahost“ für Die Welt zustimmend auf Hazonys Arbeit hin: Dieser schreibe gegen „viele Intellektuelle und politische Persönlichkeiten in Europa“ an, die aus der Geschichte des Nationalsozialismus geschlussfolgert hätten, dass der Nationalstaat zugunsten supranationaler Strukturen aufgelöst werden müsse. Im gleichen Sinne brachte 2013 der Politikwissenschaftler Clemens Heni Texte Hazonys gegen den Publizisten Micha Brumlik in Stellung; Brumlik hatte sich zuvor in der konkret gegen die Zweistaatenlösung ausgesprochen.
Mit der Edmund Burke Foundation richtet Hazony internationale „Konferenzen des Nationalkonservatismus“ aus: Im Juli 2019 sprachen in Washington, D.C. u. a. der damalige Nationale Sicherheitsberater John R. Bolton, Fox-News-Moderator Tucker Carlson, US-Senator Josh Hawley sowie Peter Thiel. Eine zweite Veranstaltung fand im Februar 2020 unter dem Titel „God, Honor, Country“ in Rom statt, unter der Beteiligung von u. a. der polnischen Botschafterin in Italien Anna Maria Anders, PiS-Politiker Ryszard Legutko, Marion Maréchal und Viktor Orbán. Eine weitere Konferenz fand im Mai 2023 in London statt.

### The Virtue of Nationalism
2018 veröffentlichte Hazony den „Bestseller“ The Virtue of Nationalism, in dem er sich für einen ethnischen Nationalismus auf Grundlage der Lehren des Tanach aussprach und die liberale Philosophie der Aufklärung, beispielsweise das Denken Immanuel Kants, als Grundlage des Universalismus ablehnte und als Imperialismus diffamierte. Demnach seien „das liberal-interventionistische Amerika und die EU aggressiv ausgreifende Imperien, die die Stabilität der Welt gefährden. Nur eine Abkehr vom Multilateralismus und die Auflösung der EU schaffe Frieden“. Stefan Kornelius von der Süddeutschen Zeitung bezeichnete das Buch kurz nach seiner Veröffentlichung als „starker Tobak, geradezu geschichtsvergessen, anmaßend und verzerrend“ und attestierte Hazony eine „groteske Umdeutung der EU zum imperialistischen Werkzeug“. Im ipg-journal der Friedrich-Ebert-Stiftung fasste Ivan Krastev zusammen: „Für Hazony und seine Anhänger sind das Römische Reich, die Habsburgermonarchie, die Sowjetunion, die Europäische Union und sogar die Vereinigten Staaten nach dem Ende des Kalten Kriegs unterschiedliche Verkörperungen derselben Idee eines Universalreichs. Und die Verantwortung echter Nationalisten sei es, ihre Zerstörung zu betreiben.“ Der libertäre Wirtschaftshistoriker und Funktionär der Friedrich A. von Hayek-Gesellschaft Michael von Prollius nannte Hazonys Werk ein „Querdenkerbuch“ und lobte den Autor als „mit einer historischen Tiefensicht“ ausgestattet. Die rechtskonservative US-Bildungsinitiative Intercollegiate Studies Institute kürte das Buch 2019 zum „Conservative Book of the Year“.
Hazonys Buch erschien im September 2020 ins Deutsche übersetzt unter dem Titel Nationalismus als Tugend. Das Handelsblatt stellte die Neuerscheinung als „Debattenbuch“ vor und mutmaßte, dass Hazonys „Manifest der Konservativen [...] in Washington auch nach Trump Einfluss haben“ werde. In seiner Besprechung für Die Welt lobte Alan Posener den „Verzicht auf Euphemismen“ des Autors als „erfrischend“, bemängelte hingegen sein allzu einfaches „Feindschema“ und nannte das Erscheinen der Übersetzung im rechtskonservativen österreichischen Ares Verlag „schade“.

## Schriften (Auswahl)

### Als Autor
- The Political Philosophy of Jeremiah. Theory, Elaboration, and Applications. (Dissertation, New Brunswick 1993).
- The Jewish State. The Struggle for Israel's Soul. New York 2000, ISBN 978-0-465-02902-0.
- The Philosophy of Hebrew Scripture. Cambridge 2012, ISBN 978-0-521-17667-5.
- God and Politics in Esther. Cambridge 2016, ISBN 978-1-107-58345-0.
- The Virtue of Nationalism. New York 2018, ISBN 978-1-5416-4537-0.
  - Deutsche Ausgabe: Nationalismus als Tugend. Graz 2020, ISBN 978-3-99081-025-5.
- Conservative Democracy: Liberal Principles Have Brought us to A Dead End. 2019, ISBN 978-1-0905-0168-4
- Conservatism: A Rediscovery. Polity, Washington, D. C., 2022, ISBN 978-1-68451-109-9

### Als Mitherausgeber
- mit Aaron Wildavsky: Moses as Political Leader. Jerusalem 2005, ISBN 978-965-7052-31-0 (zuerst 1984).
- mit David Hazony und Michael Oren: New Essays on Zionism. Jerusalem 2006, ISBN 978-965-7052-44-0.
- mit Dru Johnson: The Question of God's Perfection. Leiden 2018, ISBN 978-90-04-38795-9.

### Als Übersetzer
- Iddo Netanjahu: Yoni's Last Battle. The Rescue at Entebbe, 1976. Jerusalem u. New York 2001, ISBN 965-229-283-4.